# Abel Azcona
Abel Azcona (Madrid, 1º aprile 1988) è un artista spagnolo specializzato in azioni artistiche.

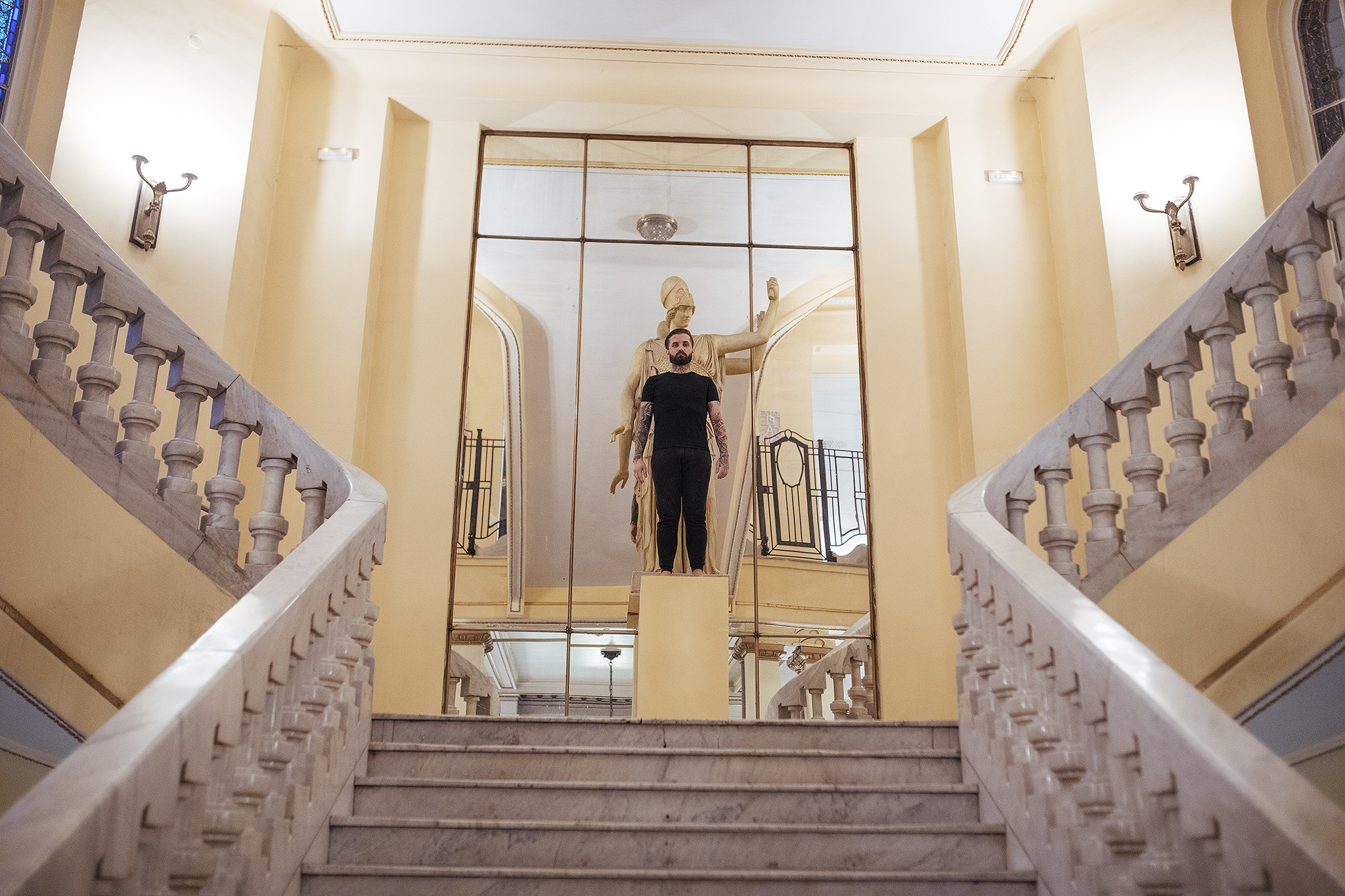
L'artista Abel Azcona durante La Morte dell'Artista nel Circolo di Belle Arti di Madrid.

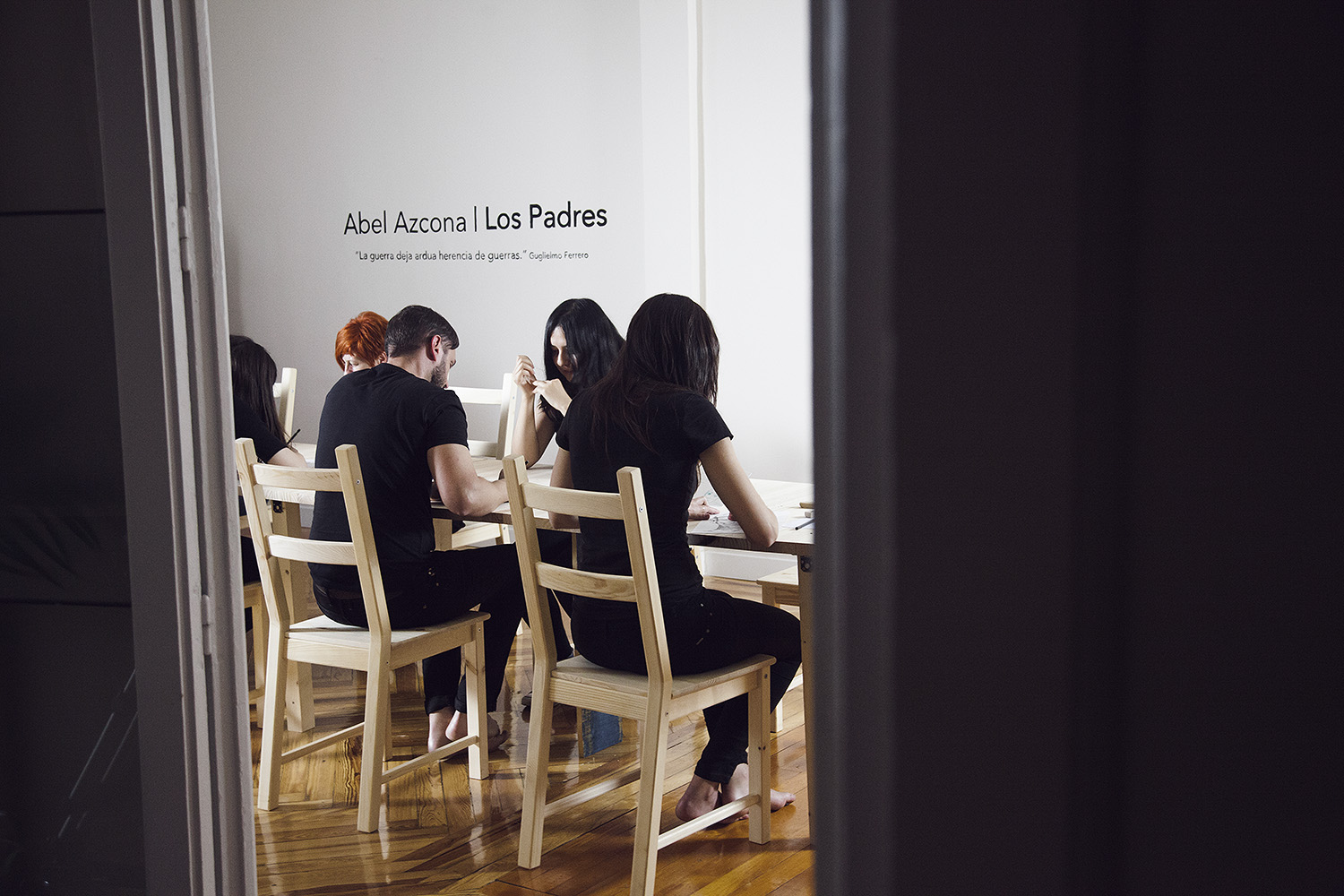
I Padri di Azcona realizzata in Madrid.

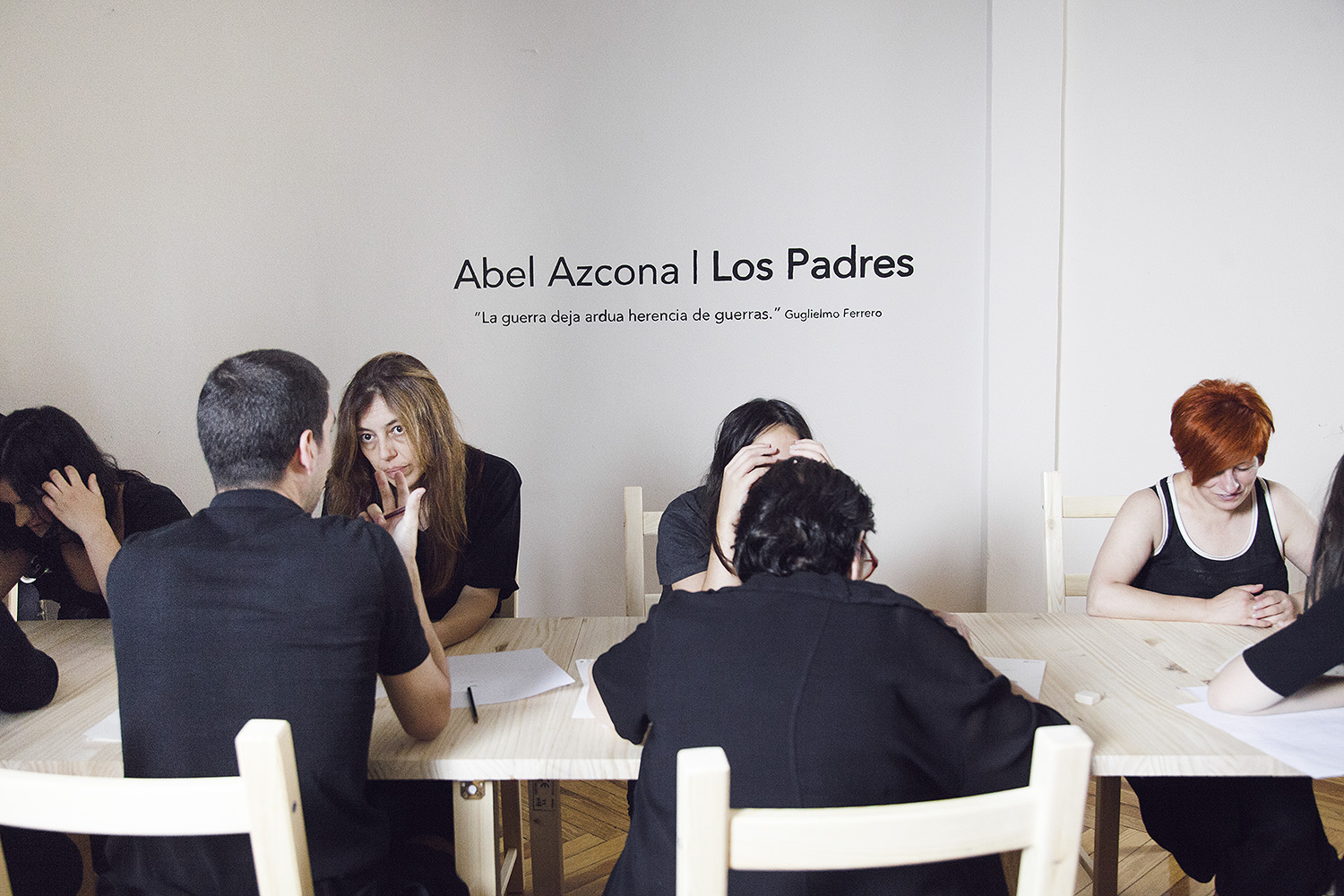
I Padri di Azcona realizzata in Madrid.

Il suo lavoro, con un marcato aspetto autobiografico, si manifesta nei media artistici che nascono dalla performance e si evolvono in Installazione, sculture, videoarte, pittura o scrittura, con opere letterarie dasaggi a testi letterari o commemorativi. È conosciuto come l'enfant terrible dell'arte contemporanea spagnola. Le sue prime opere riguardavano l'identità personale, la violenza e i limiti del dolore, evolvendosi in opere di natura critica, politica e sociale.
Il suo lavoro è stato esposto in mostre e gallerie di tutto il mondo, ottenendo proiezioni internazionali alla Biennale d'Arte Asiatica di Dhaka e Taipei, alla Biennale di Lione, al Festival Internazionale di Performance di Miami o alla Bienal di Arte Viva di Bangladesh. Inoltre, Azcona è presente in vari musei e centri culturali nazionali e internazionali come il Arsenale di Venezia, il Centro di Arte Contemporanea di Málaga, il Museo di Arte Moderna di Bogotá, l'Art League Houston, il Museo Leslie Lohman di Nuova York o il Circolo di Belle Arti di Madrid. Il Museo di Arte Contemporanea di Bogotá dedica una mostra retrospettiva all'artista Abel Azcona nel 2014.

## Pubblicazioni
- Solstizio d'inverno, di Abel Azcona, ed. Stolon. 2014. ISBN 978-1938022715.
- Non Desiderato, di Abel Azcona, ed. Museo de Arte Contemporáneo de Bogotá. 2014. ISSN 1909-3543.
- Il cielo in movimento di Pedro Almodóvar e Abel Azcona, ed. Dos Bigotes. 2015. ISBN 978-8494967443.
- Le Ore di Abel Azcona, ed. Maretti. 2016. ISBN 978-8898855490.
- Saggi di Arte Contemporanea di diversi autori, ed. Plataforma de Arte Contemporáneo. 2017. ISBN 978-8494232190.
- Curatori: visioni contemporanee di diversi autori, ed. Museo de Arte Contemporáneo de Bogotá. 2017. ISBN 978-958-763-198-2.
- Manifesto di diversi autori, ed. Con-Tensión Editorial. 2018.
- Presunzione dell'artista come soggetto radicale e disobbediente, sia nella vita che nella morte di Abel Azcona, ed. Círculo de Bellas Artes. 2018.
- Libertà di Eccezione di diversi autori, ed. Pages Editors. 2018. ISBN 978-8413030135.
- Teoria dell'arte performativa di Abel Azcona, ed. Museo Roca Umbert. 2018.
- Pratica di performance art di Abel Azcona, ed. Museo Roca Umbert. 2018.
- Abel Azcona 1988-2018 Dialogo di Tania Bruguera e Pussy Riot, ed. MueveTuLengua. 2019. ISBN 978-8417284527.
- Abel Azcona, arte, azione e ribellione, ed. Sant Fruitós de Bages. 2019. ISBN 978-8409100040.
- I piccoli germogli di Abel Azcona, ed. Dos Bigotes. 2019. ISBN 9788494967443….
- Atto di Disobbedienza di Abel Azcona, ed. Milenio. 2019. ISBN 978-8497438643.